# كريستوفر رايس
كريستوفر رايس (بالإنجليزية: Christopher Rice)‏‏ (11 مارس 1978 في بيركيلي، كاليفورنيا - ) روائي، وكاتب"Anne Rice and son Christopher reflect on blood, New Orleans, and their new novels". مؤرشف من الأصل في 2017-07-23. من الولايات المتحدة.

## الجوائز
- جائزة لامدا الأدبية

## روابط خارجية
- كريستوفر رايس على موقع IMDb (الإنجليزية)
- كريستوفر رايس على موقع قاعدة بيانات الفيلم (الإنجليزية)